# Гайворонский, Иван Иванович (Герой Советского Союза)
Иван Иванович Гайворонский (1925—1944) — советский военнослужащий. Участник Великой Отечественной войны. Герой Советского Союза (1944). Гвардии младший сержант.

## Биография
Родился в 1925 году в посёлке Елань Аткарского уезда Саратовской губернии РСФСР СССР (ныне посёлок городского типа — районный центр Волгоградской области Российской Федерации) в крестьянской семье. Украинец. Образование среднее.
В ряды Рабоче-крестьянской Красной Армии был призван Еланским районным военкоматом Сталинградской области в феврале 1943 года. После учёбы в полковой школе в августе 1943 года младший сержант Гайворонский направлен в расположение 182-го гвардейского стрелкового полка 62-й гвардейской стрелковой дивизии 37-й армии резерва Ставки Верховного Главнокомандования и 20 августа 1943 года был зачислен автоматчиком в 5-ю стрелковую роту. 7 сентября 1943 года 37-я армия вошла в состав Степного фронта. В сентябре 1943 года участвовал в Полтавско-Кременчугской операции фронта, в ходе которой подразделения 182-го гвардейского стрелкового полка вышли к Днепру в районе села Мишурин Рог. 28 сентября 1943 года в числе первых высадился на правый берег Днепра и, собрав группу автоматчиков, прорвал боевое охранение противника. Затем в боях за расширение плацдарма и освобождение сёл Дериевка и Куцеволовка неоднократно демонстрировал образцы мужества и отваги.
Указом Президиума Верховного Совета СССР «О присвоении звания Героя Советского Союза офицерскому, сержантскому и рядовому составу Красной Армии» от 22 февраля 1944 года за «образцовое выполнение боевых заданий командования при форсировании реки Днепр, развитие боевых успехов на правом берегу реки и проявленные при этом отвагу и геройство» удостоен звания Героя Советского Союза с вручением ордена Ленина и медали «Золотая Звезда».
В дальнейшем участвовал в освобождении Правобережной Украины уже в составе 273-го гвардейского стрелового полка 89-й гвардейской стрелковой дивизии. В середине июля 1944 года был тяжело ранен и эвакуирован в госпиталь в город Котовск. Однако спасти его не удалось. 24 июля 1944 года скончался в хирургическом передвижном госпитале № 5153. Похоронен в городе Котовск Одесской области Украины на кладбище № 2 по улице Виноградной.

## Награды
- Медаль «Золотая Звезда» (22.02.1944);
- орден Ленина (22.02.1944).

## Память
- Бюст Героя Советского Союза И. И. Гайворонского установлен в пгт Елань Волгоградской области Российской Федерации.
- В честь Героя Советского Союза И. И. Гайворонского названа улица в пгт Елань Волгоградской области Российской Федерации.

## Документы
- Общедоступный электронный банк документов «Подвиг Народа в Великой Отечественной войне 1941—1945 гг.» Архивировано 13 марта 2012 года.

Указ Президиума Верховного Совета СССР о присвоении звания Героя Советского Союза. Архивировано 16 мая 2013 года.
- Обобщённый банк данных «Мемориал». Архивировано 10 мая 2012 года.

ЦАМО, ф. 58, оп. 18002, д. 646. Архивировано 10 июля 2013 года.
ЦАМО, ф. 58, оп. А-83627, д. 7287. Архивировано 10 июля 2013 года.
Информация из списка захоронения ЗУ380-16-183. Архивировано 10 июля 2013 года.
Учётная карточка захоронения ЗУ380-16-183. Архивировано 10 июля 2013 года.
Схема захоронения ЗУ380-16-183. Архивировано 10 июля 2013 года.